# 4411 Kochibunkyo
4411 Kochibunkyo è un asteroide della fascia principale. Scoperto nel 1990, presenta un'orbita caratterizzata da un semiasse maggiore pari a 2,1676530 UA e da un'eccentricità di 0,0920992, inclinata di 2,25586° rispetto all'eclittica.